# Rigny Bjerg
Rigny Bjerg är ett berg i Grönland (Kungariket Danmark).   Det ligger i kommunen Sermersooq, i den sydöstra delen av Grönland, 1 200 km öster om huvudstaden Nuuk. Toppen på Rigny Bjerg är 2 385 meter över havet.
Terrängen runt Rigny Bjerg är huvudsakligen lite bergig. Rigny Bjerg är den högsta punkten i trakten. Trakten runt Rigny Bjerg är nära nog obefolkad, med mindre än två invånare per kvadratkilometer. Det finns inga samhällen i närheten. Trakten runt Rigny Bjerg är permanent täckt av is och snö.